# مجزرة مخيم جباليا (31 أكتوبر 2023)
مجزرة جباليا (31 أكتوبر 2023) هي مجزرةٌ ارتكبها سلاح الجوّ الإسرائيلي في مخيم جباليا للاجئين في غزّة ما أدى إلى سقوط أكثر من 400 مدني ما بين قتيل وجريح استعمل جيش الاحتلال الإسرائيلي خلال قصفه لهذا المربّع السكني، 6 قنابل تزن كل واحدة منها 1000 كغ، مما أحدث قوّة تدميرية واسعة ظهرت في المنطقة وخاصة على شكل حفرة ضخمة.
وفي 22 نوفمبر 2023 أكثر من 52 فردا من عائلة واحدة قتلوا في مخيم جباليا خلال الحملة العسكرية الإسرائيلية.

## خلفية الحدث
في ساعاتِ الصباح الأولى من يوم السابع من أكتوبر 2023 أطلقت حركة المقاومة الإسلامية حماس عبر ذراعها العسكري كتائب الشهيد عز الدين القسام عملية طوفان الأقصى وذلك ردًا على الاعتداءات الإسرائيلية وتدنيس الأقصى والاستمرار في الاستيطان كما أكّد على ذلك محمد الضيف القائد العام للقسّام والذي أعطى إشارة انطلاق العمليّة التي شهدت اقتحامًا من المقاومين لمستوطنات غلاف غزة ونجحوا في قتلِ عدد كبيرٍ من الجنود الإسرائيلين، وأسر عشرات آخرين كما استطاعوا خلال ساعات قطع عشرات الكيلومترات ووصلوا لمستوطنات أبعد من تلك المحيطة والقريبة من قطاع غزة.
استمرَّت الاشتباكات بين الجيش الإسرائيلي وبين المقاومين في عديد من المستوطنات وعلى رأسها مستوطنة سديروت. الرد الإسرائيلي على هذه العمليّة جاء من خلال شنّ سلاح الجو الإسرائيلي عشرات الغارات العشوائيّة على القطاع متسبّبة في مقتل عشرات المدنيين وتدمير البنية التحتية لمدن القطاع، ليصل حد فرض إغلاق شامل وقطع متعمد لكل الخدمات من ماء وكهرباء وغاز، وهو ما هدَّد حياة أكثر من مليونَي فلسطيني يعيشُ داخل القطاع الذي يُعاني أصلًا من تبعات الحصار الخانق عليهم منذ ستة عشر عاماً.

## المجزرة
أغارت طائرات الاحتلال الإسرائيلي عصر يوم 31 أكتوبر 2023 على حيّ سكني مكتظ بالسكان ومحاذي للمستشفى الأندونيسي شمالي غزّة، مخلّفة المئات من القتلى والجرحى في حصيلة أولية قدرت بحوالي 400، كلّهم من المدنيين. فيما أشارت وزارة الداخلية في غزّة إلى أن الحصيلة مرشحة للإرتفاع أكثر وربما قد تناهز مجزرة مستشفى المعمداني؛ لأن الحي السّكني الذي تم قصفه كان مكتظًا بالسكان.
أشارت صحيفة الغارديان البريطانية، إلى أن طيران جيش الاحتلال الإسرائيلي، استخدم عدة أسلحة JDAM أي ذخائر الهجوم المباشر المشترك، مما أدى إلى 5 حفر عميقة في مخيم جباليا، ودمار شمل 8 بنايات بشكلٍ كامل. وبناء على التحليل الصوري، ترجح الصحيفة البريطانية استخدام قنبلة GBU 31 (الرأس الحربي 84) للأغراض العامة أو ربما قنبلة GBU 56 (الرأس الحربي BLU 109) الخارقة للتحصينات. وكلاهما يبلغ وزنه حوالي 2000 رطل [900 كجم]".
ووفق تحقيق جديد لـ"وول ستريت جورنال"، فإن القصف الإسرائيلي، الذي كان يهدف إلى اغتيال إبراهيم البياري، أدى إلى استشهاد ما بين 126-136 فلسطينيًا، من بينهم 69 طفلًا، مما تسبب في واحدة من أكبر الغارات الجوية دموية خلال القصف على غزة، وكان الجيش الإسرائيلي، يعلم بأن هذه الخسائر سوف تقع، وقرر عدم إصدار تحذير لأهالي المنطقة المستهدفة. ويقول الخبراء إنه يبدو أن الطائرات الإسرائيلية أسقطت قنبلتين زنة 2000 رطل على الأقل، وهما ثاني أكبر نوع في ترسانتها التقليدية.